# Wilson Greatbatch
Wilson Greatbatch (* 6. September 1919 in Buffalo, New York; † 27. September 2011) war ein US-amerikanischer Erfinder, der rund 325 Erfindungen zum Patent anmeldete, darunter einen implantierbaren Herzschrittmacher und eine korrosionsfreie Lithiumbatterie. Durch diese Erfindungen wurde die Implantation von Herzschrittmachern unter Lokalanästhesie zu einer Routineoperation.

## Leben
Der Sohn eines aus England stammenden Bauunternehmers diente während des Zweiten Weltkrieges in der US Navy, in der er elektronische Bauteile auf einem Zerstörer reparierte sowie als Seefunker auf Begleitzügen nach Island. Später unterrichtete er an einer Radarschule sowie zuletzt als Heckschütze bei Bombereinsätzen. Nach dem Krieg arbeitete er ein Jahr lang als Telefonmonteur, ehe er ein Studium im Fach Elektroingenieurwesen an der Cornell University begann. Zur Finanzierung dieses Studiums arbeitete der dreifache Familienvater beim Rundfunksender sowie als Elektromonteur am Radioteleskop der Universität.
Nachdem er einen Master of Science im Elektroingenieurwesen (M.Sc. Electronical Engineering) erworben hatte, wurde er Manager der Elektronikabteilung der Taber Instrument Corporation in Buffalo, gründete aber sein eigenes Geschäft, als das Unternehmen kein Interesse an seinem Schrittmacher hatte.
Obwohl Greatbatch oftmals der „Erfinder“ des Herzschrittmachers genannt wird, erfand er nicht den ersten Herzschrittmacher und auch nicht den ersten implantierbaren Schrittmacher. Wissenschaftler beschäftigten sich vielmehr bereits seit dem 18. Jahrhundert mit der Idee, das Herz durch Elektrizität wieder anspringen zu lassen. Die ersten ernsthaften Versuche stammten allerdings erst aus den 1920er Jahren. Die ersten Schrittmacher hatten die Größe eines kleinen Kühlschranks und lieferten nach dem Anschluss an eine Steckdose elektrische Schocks mittels einer isolierten Nadel und damit Wechselstrom zum Wiederstart des Herzens.
Es dauerte bis 1958, bis der erste, von Åke Senning und Rune Elmqvist hergestellte Schrittmacher in einen menschlichen Körper implantiert wurde, und zwar bei einer Operation in Schweden im Karolinska-Institut in Solna. Dieser stellte allerdings nach drei Stunden seinen Dienst ein, während ein zweiter Schrittmacher zwei Tage arbeitete. Obwohl weitere Verbesserungen folgten, arbeiteten später implantierte Schrittmacher nur wenige Monate.
Greatbatch begann 1956 mit der Arbeit an Herzschrittmachern, als er als Elektroingenieur vom Institut zur Erforschung chronischer Krankheiten in Buffalo beauftragt wurde, einen Oszillator zur Messung und Aufzeichnung von Herzschlägen zu bauen. Während des Baus testete er einen Widerstand zur Vervollständigung der elektronischen Schaltung. Der von ihm gewählte Widerstand hatte jedoch die falsche Größe, und anstatt zu oszillieren, produzierte dieser ein ungleichmäßiges Signal mit einem raschen Puls, dem ein Intervall folgte, in dem der Transistor abgeschnitten war und fast keinen Strom zog. Als er merkte, dass dies ein Herz antreiben konnte, kündigte er seine Tätigkeit und gründete mit seinen Ersparnissen eine Werkstatt in einer Scheune.
Im Jahr 1958 suchte William W. Chardack, ein Chirurg am Buffalo Veterans Administration Hospital, bei ihm Rat wegen eines Problems mit einem anderen medizinischen Gerät. Dabei fragte ihn Greatbatch, ob Chardack Interesse an einem Herzschrittmacher in der Größe einer Streichholzschachtel hätte, worauf Chardack antwortete: „Wenn sie dies erfinden könnten, würden sie jährlich 10.000 Leben retten“. Wenige Wochen später implantierte Chardack einen von Greatbatchs Schrittmachern erfolgreich in einen Hund, ehe am 6. Juni 1960 einer dieser Herzschrittmacher in einen 77-jährigen Mann mit einem unregelmäßigen Herzschlag eingepflanzt wurde.
Der Chardack-Greatbatch-Pacemaker genannte Herzschrittmacher mit Quecksilberbatterien als Energiequelle unterschied sich von anderen konkurrierenden Prototypen nicht dadurch, dass er der erste oder der besser gestaltete war – von den ersten 16 eingepflanzten Chardack-Greatbatch-Pacemaker hatten 10 Kabelbrüche, fünf verfrühte Batteriefehler und einer einen Fehler einer elektrischen Komponente –, sondern dadurch, dass er auf den US-amerikanischen Markt besser als ausländische Produkte gelangte. Dieser Schrittmacher wurde 1961 von dem in Minneapolis ansässigen Unternehmen Medtronic lizenziert, wodurch dieses zum weltweit führenden Hersteller von Herzschrittmachern und implantierbarer Kardioverter-Defibrillatoren wurde.
Auch wenn Greatbatch nicht der Erfinder des Herzschrittmachers war, lieferte er doch maßgebliche und wichtige Beiträge in der Schrittmachertechnologie wie zum Beispiel bei der Gestaltung leistungsfähigerer neuer Lithiumbatterien. Seit den 1970er Jahren entwickelte die nach ihm benannte Greatbatch Company Leistungskomponenten für die gesamte Medizingeräteindustrie. Die von ihm entwickelten Lithiumbatterien revolutionierten die Schrittmachertechnologie durch eine sichere, zuverlässige und langlebige Stromversorgung, die die regelmäßigen Eingriffe zum Wechsel der Batterien entfallen ließen. Dies führte dazu, dass jährlich rund 1 Million Menschen weltweit einen Herzschrittmacher eingepflanzt bekommen.
Obwohl Greatbatchs Erfindungen ihm Wohlstand einbrachten, hörte er nicht mit dem Erfinden auf. Er meldete rund 325 zum Patent beim US Patent and Trademark Office an. Zu seinen Erfindungen gehören Geräte in der AIDS-Forschung sowie ein solarbetriebenes Kanu, das er bei einem Ausflug zu seinem 72. Geburtstag auf den Finger Lakes nutzte. In späteren Jahren befasste er sich mit der Entwicklung alternativer Treibstoffe, nutzte dabei Materialien wie Sojabohnen und Pappeln und führte auch Experimente mit Heliumfusionen durch.
Für seine Erfindungen wurde er als Mitglied in die National Inventors Hall of Fame aufgenommen.

## Veröffentlichungen
- The Making of the Pacemaker. Celebrating a Lifesaving Invention, 2000, ISBN 978-1-57392-806-9

## Quelle
- Medicine Obituaries: Wilson Greatbatch. In: The Telegraph. 28. September 2011 (telegraph.co.uk).